# 皮埃蒙特大区
皮埃蒙特（義大利語：Piemonte，發音：[pjeˈmonte]）是意大利西北的一个大区，面积25,402平方公里，人口數4,377,941，首府是都灵。 
皮埃蒙特大区的三面被阿尔卑斯山山脉包围，包括波河的起源维素山脉，及罗莎山脉。皮埃蒙特与法国、瑞士、及意大利伦巴第、利古里亚、艾米利亚-罗马涅及瓦莱达奥斯塔大区相邻。 
皮埃蒙特的低地是一块农产丰足的地区，盛产小麦、稻米、玉蜀黍及葡萄。是意大利著名的葡萄酒产区，其中该区出产的巴羅洛红酒有“意大利酒王”之誉。该区也是主要的工业中心，其中都灵也是菲亚特车厂的总部所在地。
2006年2月，都灵主办了2006年冬季奥林匹克运动会。

## 历史
在史前時期，皮埃蒙特便居有陶里尼和薩拉希等凱爾特－利古里亞部落，他們後期被羅馬人所征服，在此地建立了奧古斯都陶里諾里姆（今都灵）和伊夫雷亞等殖民地。在西羅馬帝國滅亡後，該地區先後被勃艮第人、東哥德人（5世紀）、東羅馬帝國、倫巴底人（6世紀）和法蘭克人（773）侵略。 
9到10世紀間皮埃蒙特更遭到马扎尔人、撒拉森人和摩尔人侵略，此時該地作為神聖羅馬帝國下義大利王國的一部份，被下分為多個馬克與領地。 
1046年，萨伏依伯爵将皮埃蒙特加入成为萨伏依的主要领地，首都位于尚贝里（现法国萨瓦省省会）。萨伏依王室于1416年被擢升为公国，1563年公爵伊曼纽尔·菲利贝托移至皮埃蒙特居住。1720年，萨伏依公爵成为萨丁尼亚国王，并日后发展为撒丁-皮埃蒙特王国及提升都灵的重要性而成为欧洲其中一国的首都。 
阿尔巴共和国是法国大革命时期法国在皮埃蒙特的卫星国，于1796年建立，1801年被法国合并。在1802年6月一个新的卫星国，苏巴尔皮纳共和国，於皮埃蒙特成立并在9月又被法国吞并。在维也纳会议中，撒丁-皮埃蒙特王国重新復原，更获得了热那亚共和国以增强实力，作为法国的一个障碍。 
早前於1820年-1821年及1848年-1849年所发起对抗奥地利帝国的战争失败之后，皮埃蒙特成为了1859年-1861年间意大利统一运动的发起地区。统一之后，萨伏依王室成为了意大利国王王室，而都灵也短暂地成为意大利的首都。但是，王国的领土增加却降低了皮埃蒙特在王国中的地位，国都先迁至佛罗伦萨，后来再迁至罗马。其中一个可证明皮埃蒙特在意大利历史上占有代表地位的，就是意大利的王储冠以皮埃蒙特亲王衔。義大利統一完成後，皮埃蒙特是義大利首次工業化的發展重鎮之一。

## 知名人物
- 翁贝托·埃可，国际知名作家。
- 约瑟夫·拉格朗日，数学家和天文学家。

## 其它
- 「皮埃蒙特」亦是一个小丘陵的名称，而「皮埃蒙特」这字在地理上亦通称为一些丘陵地带。
- 皮埃蒙特有百分之七点六的地区是保护区。
- 皮埃蒙特是意大利重要的酿酒区之一，整区的葡萄园面积超过700平方公里（170,000 英亩）。
- 除省会都灵之外，区内其它主要城市包括韦尔切利、韦尔巴尼亚、蒙卡列里、里沃利及伊夫雷亚。

## 多媒體

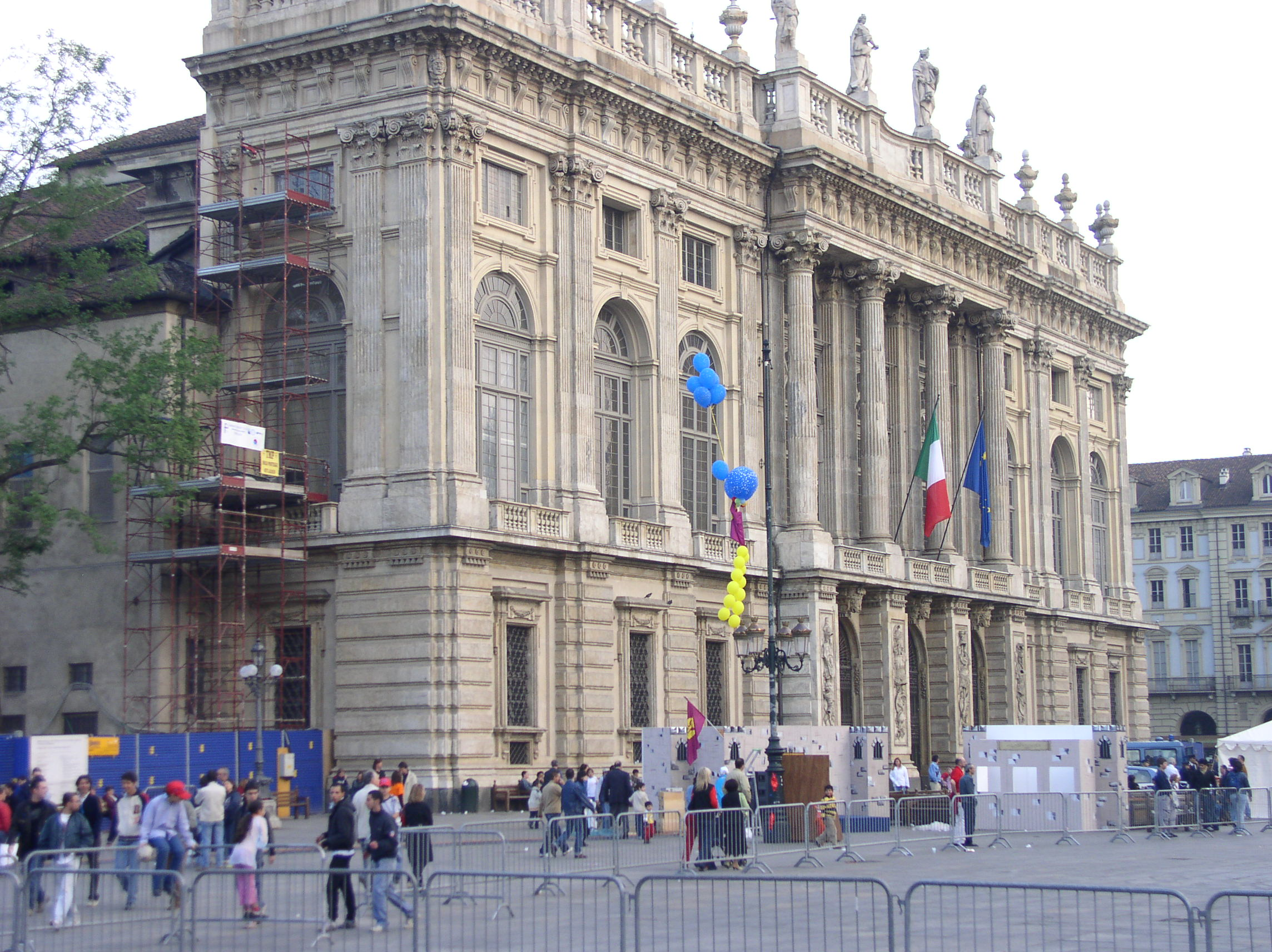
都灵城堡广场一景
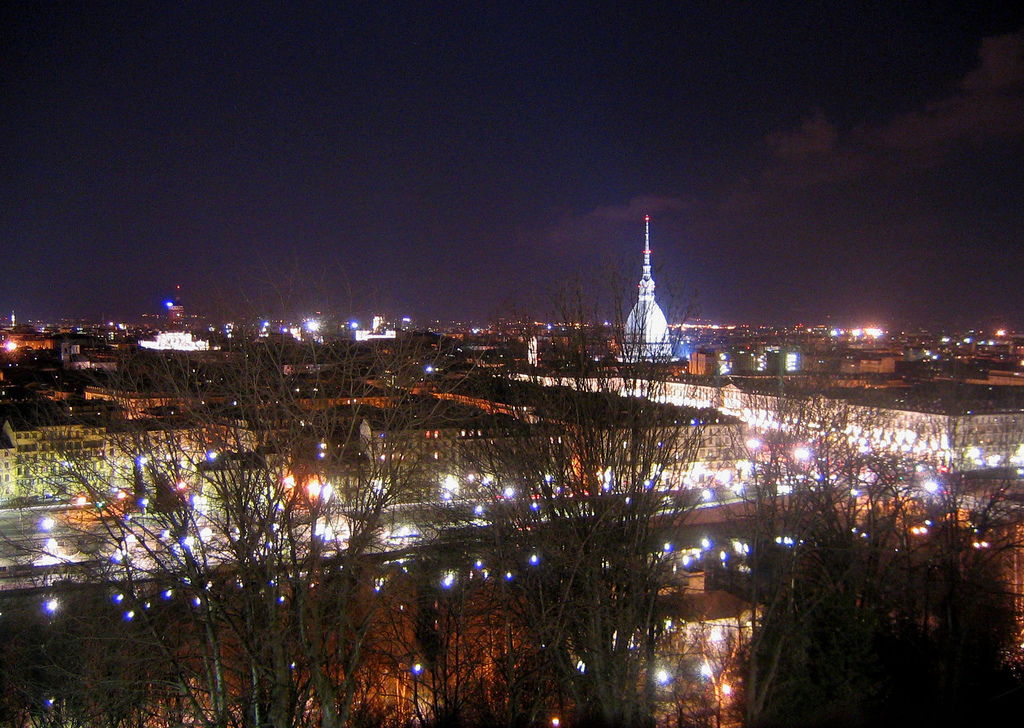
都灵夜景

### 政府机构
- 皮埃蒙特官方网站 （页面存档备份，存于）
- 皮埃蒙特环境保护局 （页面存档备份，存于）
- 皮埃蒙特学校区 （页面存档备份，存于）

### 特色网站
- 每日新闻
- 皮埃蒙特周刊 （页面存档备份，存于）
- 皮埃蒙特文化协会 （页面存档备份，存于）
- 制造业者公会
- 皮埃蒙特消闲网
- 皮埃蒙特天气预报

### 旅游网站
- 皮埃蒙特地图
- 环球地理 （页面存档备份，存于）